# Vučkovića dječja alka
Vučkovića dječja alka je tradicionalna kulturno-turistička manifestacija i pučka fešta koja se održava od 1955. godine u Brnazama u Gradu Sinju, po uzoru na Sinjsku alku. Događanja vezana uz Vučkovića dječju alku su u pravilu trodnevna, a odvijaju se svake godine u kolovozu pred kraj alkarskih svečanosti, u okviru šire kulturno-zabavne i sportske manifestacije Dani Alke i Velike Gospe.

## Povijest i tradicija
Vučkovića dječja alka organizirano se održava u zaseoku Vučkovići (danas je to ulica Vučkovići u naselju Brnaze u sklopu Grada Sinja) od 1955. godine. Prema lokalnim izvorima, dječja alkarska priredba u Vučkovićima se spontano održavala i prije toga datuma, no neredovito zbog problema izazvanih ratom i neimaštinom. U stručnoj literaturi se ističe da se 'Vučkovića dječja alka, baš kao i velika Alka, simbolički oslanja na borbu i pobjedu predaka nad Turcima 1715. godine. No, dok je u kontekstu velike Alke taj oslonac široko definiran i uključuje sjećanja na različite aspekte događaja, dječja je alka usredotočena na pojedine aktere tih događaja koji su nosili upravo prezime Vučković'. To su prije svega serdari Tadija, Josip, Ivan, Stipan te fra Pavao Vučković.

## Pravila i običaji
Pravila trke, bodovanje i ceremonija priredbe utvrđeni su statutom gotovo u cijelosti po uzoru na „veliku” Alku, uz glavnu razliku što se ovoj priredbi natjecati mogu samo sinjski dječaci do 10 godina starosti koji nose prezime Vučković. Natjecatelji se nazivaju alkarići, a alku trče na nogama, odjeveni u replike viteških alkarskih odora. Uz alkariće, u alkarskoj povorci sudjeluje i barjaktar te alkarski momci u tradicionalnim odorama, koji su u pravilu punoljetna braća i rođaci natjecatelja. Magarac u povorci simbolizira edeka, vojvodin ađutant nosi sablju junaka Bože Vučkovića, a u ulozi vojvode i časnoga suda su najstariji mještani naselja Vučkovići.
S obzirom na to da se natjecati mogu samo Vučkovići, uslijed čega se događa da više alkarića nosi isto ime i prezime, svi sudionici  dobivaju 'alkarske nadimke' koji ih često prate kroz život (primjerice Vuk, Poskok, Ujdalo, Jedva, Dopunski Broj, Živac, Zvrk, Bistri potok, Bumbar, Fratar, Didovo Oko itd.).

### Tijek priredbe
Trka za baru, čoju i malu alku, kao i popratne priredbe i svečanosti, tradicionalno se odvijaju na 'malom alkarskom trkalištu' u Vučkovića ulici u Brnazama.
Manifestacija započinje u petak natjecanjem za Baru, a nastavlja se u subotu natjecanjem za Čoju. Početak glavnog dijela priredbe – obilježava se u nedjelju ujutro pucnjima iz mačkula s Gomilice. Zatim slijedi sat povijesti na trkalištu i sveta misa u crkvici na lokalnom groblju Svetog Nikole. Slijedi svečana alkarska povorka, sinjska Gradska glazba svira hrvatsku himnu, a vojvoda u formaliziranom govoru pozva alkariće da "potrče kao nikada i gađaju ravno 'u sridu', kao što su gađali i njihovi preci predvođeni fra Pavlom Vučkovićem 1715., kada su uz pomoć Gospe obranili Sinj od Osmanlija". Slijedi trka, po čijem se završetku, uz proglašenje slavodobitnika i uručenje darova, u pravilu odvija prigodno druženje te kulturno-zabavni program koji uključuje nastup lokalnih klapa i popularnih izvođača.